# Saufeius Trogus
Saufeius Trogus († Herbst 48 n. Chr.) war ein römischer Ritter der frühen Kaiserzeit.
Wie der römische Geschichtsschreiber Tacitus berichtet, wurde Saufeius Trogus ebenso wie mehrere andere vornehme Römer als Mitwisser des Ehebruchs, den die Kaiserin Valeria Messalina mit dem jungen Senator Gaius Silius begangen hatte, 48 n. Chr. hingerichtet.